# Конкурс скрипачей имени Яна Сибелиуса
Международный конкурс скрипачей имени Сибелиуса (фин. Kansainvälinen Jean Sibelius -viulukilpailu) — конкурс академических скрипачей в возрасте до 30 лет, проходящий в Финляндии каждые пять лет начиная с 1965 года в память выдающегося финского композитора Яна Сибелиуса.
Конкурс проводится в три этапа. В первом туре конкурсанты обычно исполняют произведение Баха, сонату Моцарта и каприс Паганини; в программе второго тура присутствует сочинение современного финского композитора, а в третьем туре финалисты исполняют два концерта для скрипки с оркестром, один из которых — Концерт для скрипки с оркестром Сибелиуса.

## Лауреаты
| Год  | I премия                                        | II премия                     | III премия                                                 |
| 1965 | Олег Каган ( СССР)                              | Джошуа Эпштейн ( Израиль)     | Валерий Градов ( СССР)                                     |
| 1970 | Лиана Исакадзе ( СССР) · Павел Коган ( СССР)    | не присуждалась               | Отто Армин ( Канада)                                       |
| 1975 | Ювал Ярон ( Израиль)                            | Илья Груберт ( СССР)          | Эужен Сырбу ( Румыния)                                     |
| 1980 | Виктория Муллова ( СССР)                        | Сергей Стадлер ( СССР)        | Андрес Карденес ( США)                                     |
| 1985 | Илья Калер ( СССР) · Леонидас Кавакос ( Греция) | не присуждалась               | Вильмош Сабади ( Венгрия)                                  |
| 1990 | не присуждалась                                 | Кристина Ангелеску ( Румыния) | Сигрун Эдвальдсдоттир ( Исландия) · Акико Танака ( Япония) |
| 1995 | Пекка Куусисто ( Финляндия)                     | Элизабет Батиашвили ( Грузия) | Мадока Сато ( Япония) · Николай Цнайдер ( Дания)           |
| 2000 | Сергей Хачатрян ( Армения)                      | Нацуми Тамаи ( Япония)        | Ван Чжицзюн ( Китай) · Саяко Кусака ( Япония)              |
| 2005 | Алина Погосткин ( Германия)                     | Чэнь Цзяфэн ( Китай)          | Син Хёнсу, ( Республика Корея) · Вэй Вэнь ( Китай)         |
| 2010 | Никита Борисоглебский ( Россия)                 | Петтери Иивонен ( Финляндия)  | Эстер Ю ( США)                                             |
| 2015 | Кристел Ли ( США)                               | Эммануэль Чкнаворян Австрия   | Фредерик Штарклофф ( Германия)                             |
| 2022 | Ян Инмо ( Республика Корея)                     | Натан Мельцер ( США)          | Дмитрий Удовиченко (Украина)                               |
| 2025 | Пак Суе ( Республика Корея)                     | Минами Ёсида ( Япония)        | Клэр Уэллс ( США)                                          |